# 大井川町
大井川町（日语：／ Ōigawa chō */?）為位于靜岡縣中部的町，已於2008年11月1日併入燒津市。